# Bauer Media Group
Heinrich Bauer Verlag KG eller Bauer Media Group er en tysk mediekoncern med hovedkvarter i Hamborg. De producerer tidsskrifter samt driver tv- og radiostationer. I 2015 havde de 11.500 ansatte og omsatte for 2,316 mia. euro.
I Danmark har de datterselskabet Bauer Media Danmark.
Litografen Johann Andreas Ludolph Bauer (1852–1941) grundlagde i 1875 et trykkeri i Hamborg.